# Jorge Solari
Jorge Solari (11 de novembre de 1941) és un futbolista argentí. Va disputar 10 partits amb la selecció de l'Argentina.

## Estadístiques
| Selecció de l'Argentina | Selecció de l'Argentina | Selecció de l'Argentina |
| Anys                    | Partits                 | Gols                    |
| ----------------------- | ----------------------- | ----------------------- |
| 1966                    | 5                       | 0                       |
| 1967                    | 1                       | 0                       |
| 1968                    | 4                       | 0                       |
| Total                   | 10                      | 0                       |

## Clubs com entrenador
- Rosario Central (1973)
- Tecos
- Atlético Junior
- Millonarios (1977–1978)
- Club Renato Cesarini (1978–1979)
- Vélez Sársfield (1980)
- Club Renato Cesarini (1981–1983)
- Newell's Old Boys (1983–1987)
- CA Independiente (1987–1989)
- CD Tenerife (1990–1992)
- Club Renato Cesarini
- Newell's Old Boys
- Aràbia Saudita (1994)
- Yokohama Marinos (1995)
- Rosario Central (1995)
- Club América (1997)
- Aldosivi
- Club Renato Cesarini
- CD Huachipato (2000)
- Argentinos Juniors (2002)
- Barcelona SC (2003)
- Almagro (2003–2004)
- Tiro Federal (2004)
- Barcelona SC (2004–2005)
- Almagro (2005)
- Tiro Federal (2005–2006)
- Atlético Tucumán (2006–2008)
- Coronel Aguirre (2016–)